# Laksa

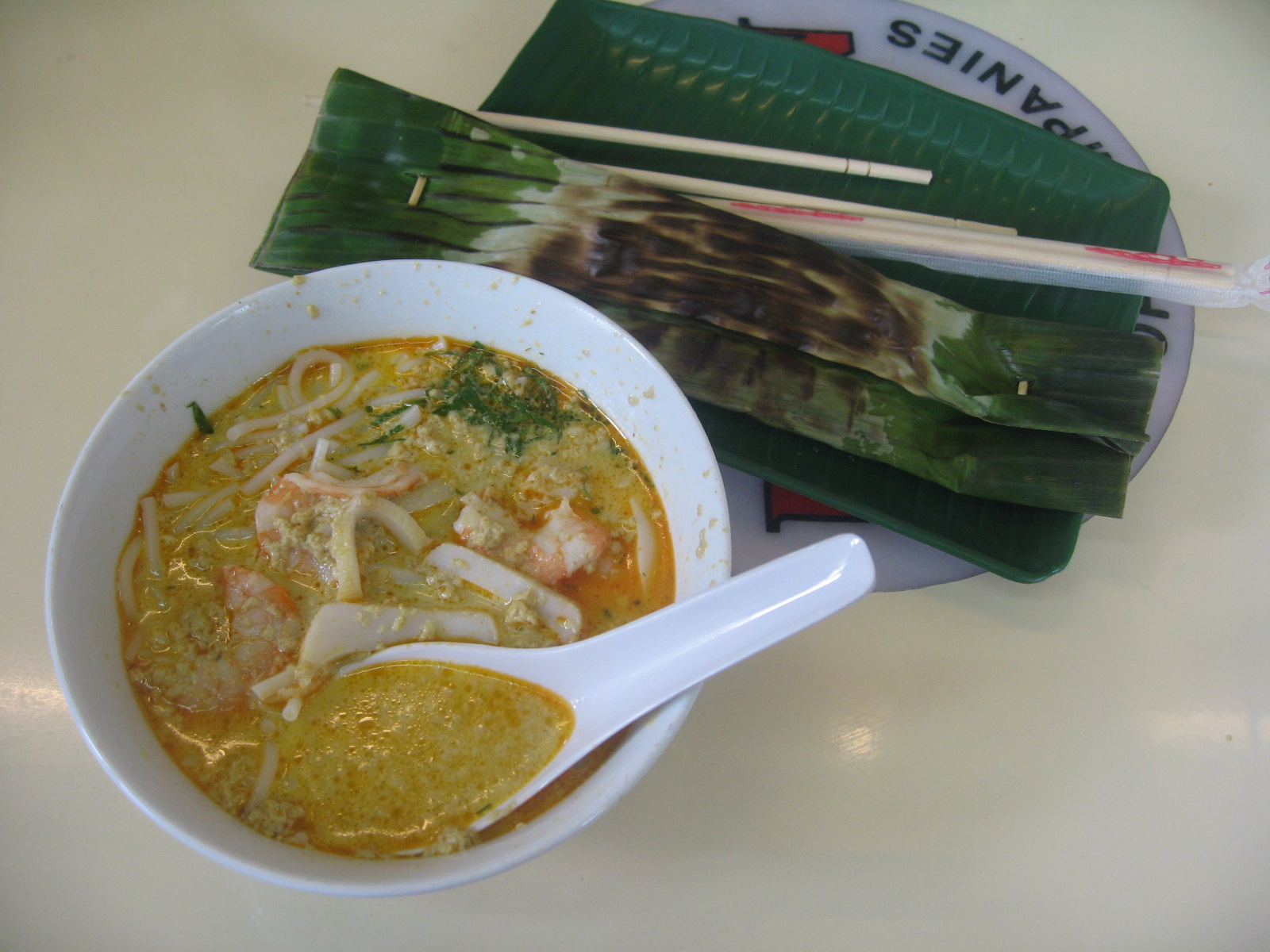
Un cuenco con katong laksa y una hoja de banana otak-otak.

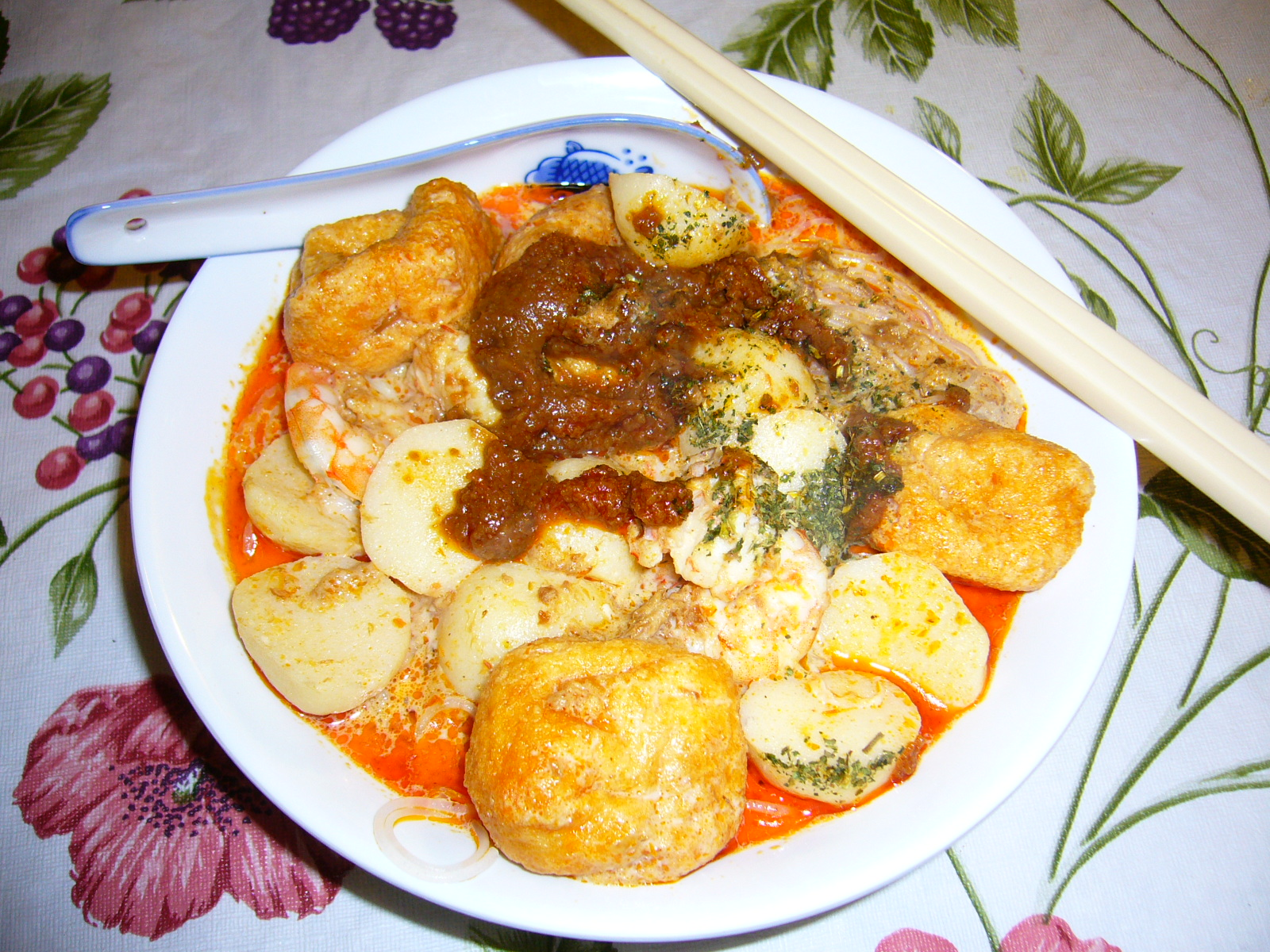
Otra variante de laksa con curry.

Laksa (en chino, 叻沙; pinyin, lèshā) es una sopa de fideos muy condimentada y sumamente popular en la cultura peranakan, que es una mezcla de la cultura china y la malaya que puede encontrarse en ciertas regiones de Malasia y Singapur. El nombre puede haberse originado desde la palabra del idioma sánscrito laksha (लक्ष), que significa ‘muchos’ y se refiere a cómo está elaborada la sopa: empleando «muchos» ingredientes; la palabra puede tener su origen en el término Hindi de lakh (sistema de numeración indio). Hay que tener en cuenta que en la cocina asiática la palabra laksa es empleada como un epónimo y se refiere a diferentes tipos de caldos

## Tipos de laksa
El término laksa se emplea para describir dos tipos de sopas de fideos: curry laksa y la assam laksa.
El curry laksa se elabora con fideos servidos con leche de coco, mientras que el assam laksa se refiere a los fideos servidos en una sopa ácida de pescado. Generalmente se prefiere fideo de arroz debido a su extremada delicadeza, de esta forma se emplea el vermicelli que es conocido como bee hoon.

### Curry laksa
El curry laksa (en muchos lugares de Malasia y Singapur se denomina a este plato simplemente como laksa) es una sopa basada en leche de coco. Los ingredientes principales en la mayoría de las versiones incluyen algunos trozos de tofu, palos de pescado, gambas y berberechos. Algunos vendedores callejeros pueden incluir pollo al laksa en lugar de las gambas. Los berberechos generalmente se emplean en la elaboración del laksa y la mayoría de los vendedores deberían añadirlo al plato a menos que el cliente diga explícitamente que no quiere. El laksa se sirve generalmente con una cucharada de pasta de sambal chilli y se decora de forma tradicional con el coriandro vietnamita, o hojas de laksa, que se conocen en idioma malayo como daun kesum. A veces se le conoce como curry mee en Penang en vez de curry laksa, debido a los diferentes tipos de fideos empleados (el mee amarillo o bee hoon, como oposición al fideo fino y blanco empleado en el laksa). El nombre curry laksa es muy empleado en Singapur. Debido a la popularidad de este plato en estas regiones del sureste de Asia existen diferentes variantes del plato que pueden diferir básicamente entre sí debido a los ingredientes: langosta laksa, laksa yong tau foo e incluso sólo laksa, etc.
El laksa se puede encontrar en Australia, donde es bastante popular, especialmente en los distritos de Chinatown de las ciudades capitales. Existen tratamientos especiales como el laksa thursday para animar a los trabajadores a que acudan a los restaurantes asiáticos para comer laksa u otras sopas de fideos.

#### Variantes del curry laksa
Las variantes de curry laksa incluyen:
- Laksa lemak, conocido también como nyonya laksa, es un tipo de laksa con un caldo de leche coco concentrado. Lemak es la palabra empleada en el lenguaje malayo para describir el uso de leche de coco como un sabor distintivo del plato.

- Katong laksa es una variante del laksa lemak procedente del área Katong de Singapur. En el área de Katong los fideos se cortan en pequeñas partes para que pueda ser comido el plato sólo con una cuchara (esto es, sin palillos o tenedor). El katong laksa es un candidato fuerte a ser plato nacional de Singapur.

- Laksam, es una especialidad de Kelantan (un estado de Malasia); se elabora con fideo de arroz muy plano cocido en caldo de pescado y posteriormente añadido a la leche de coco, para ser servido acto seguido. Se come tradicionalmente con las manos debido a la consistencia que adquiere.

### Assam laksa

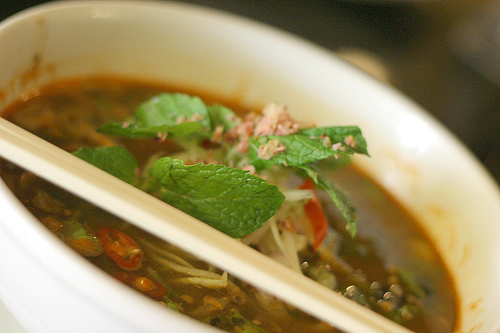
Un cuenco de penang laksa, una variante del assam laksa.

El assam laksa es una sopa a base de pescado. El asam (o asam jawa) es la palabra en idioma malayo para denominar al tamarindo, que se emplea para saborizar y proporcionar acidez a algunas comidas. Es también común el empleo de asam keping conocido como asam gelugor, que son pequeñas rodajas del fruto del tamarindo, para añadir acidez.
Los principales ingredientes del assam laksa incluyen pescado, normalmente el kembung o Verdel y vegetales cortados en juliana entre los que se incluyen pepinos, cebolla, chiles rojos, piña, lechuga, menta común, daun kesom (menta vietnamita o laksa mint) y rosa bunga kantan (jengibre). El assam laksa se sirve generalmente con fideos de arroz finos (vermicelli) y se cubre con petis udang o hae ko, una pasta de gambas ligeramente dulce.

#### Variantes delassam laksa
Las variantes del assam laksa incluyen:
- Penang laksa, también conocido como assam laksa procedente del idioma malayo para tamarindo, proviene de la isla malaya de Penang. Se elabora con verdel (ikan kembung) una sopa que contiene el tamarindo como elemento distintivo assam. Se añaden, no obstante otros ingredientes saborizantes como el hierba limón, el galangal (lengkuas) y el chilli. Las decoraciones incluyen menta, rodajas de piña, cebolla muy finamente cortada, hε-ko, flores de jengibre.

- Johor laksa, procedente de Johor (un estado al sur de Malasia); tiene similitudes con el penang laksa aunque el ingrediente coincide sólo en el tipo de pescado. El johor laksa tiene leche de coco, emplea kerisik, gambas secas, hierba limón, galangal y diferentes especias. La decoración lleva cebollas, mungo (taugeh), hojas de menta, coriandro vietnamita o daun kesum, pepinos y rábanos encurtidos. Se suele poner a un lado del plato una pasta de sambal belacan. Finalmente, antes de comerlo se suele añadir unas gotas de limón para acidificar.

- Ipoh laksa, de la ciudad malaya de Ipoh, es similar al penang laksa pero un poco más ácido (en lugar de ser más dulce). El caldo de la sopa contiene pasta de gambas.

- Kuala kangsar laksa, elaborado con harina de arroz (generalmente a mano). La sopa es densa y tiene un sabor y olores característicos, que la distingue de las demás laska. Las localidades hacen festivales denominados "Kompleks Cendol dan Laksa" cerca del río Perak para atraer a los turistas en Kuala Kangsar.

- Sarawak laksa procede de la ciudad de Kuching en Sarawak (un estado de Malasia), sobre la isla de Borneo. Se elabora con sambal belacan, tamarindo ácido, ajo, hierba limón y leche de coco.

- Perlis and Kedah laksa es muy similar al penang laksa; difiere sólo en la decoración empleada. Se añaden huevos cocidos al pescado. En algunos lugares se elabora con carne de anguila.